# 图图伊拉岛
图图伊拉岛（Tutuila）是美属萨摩亚的主要岛屿，也是美属萨摩亚最大岛屿，在萨摩亚群岛中为第三大岛屿。美属萨摩亚首府帕果帕果位于该岛。
该岛面积为141.81平方公里（54.75 平方英里），人口有55,876 （2000年）。（这个數字包括奥努乌岛，奥努乌岛位于图图伊拉岛東南，面积1.517平方公里，人口476）。島上的最高點是Matafao峰（海拔653米或2142英尺）。
在19世纪早期， 图图伊拉岛稱為Maouna。按照美属萨摩亚行政区划，该岛分属东区与西区。